# باید نه می‌گفتی
«باید نه می‌گفتی» (به انگلیسی: Should've Said No) تک‌آهنگی از هنرمند اهل ایالات متحده آمریکا تیلور سوئیفت است که در سال ۲۰۰۸ میلادی منتشر شد. این تک‌آهنگ در آلبوم تیلور سوئیفت قرار داشت.
این تک‌آهنگ در جایگاه نخست جدول ترانه‌های داغ کانتری بیلبورد آمریکا جای گرفت.